# Station Nijverdal Zuid
Station Nijverdal Zuid (tot 4 oktober 1925 Nijverdal) (geografische afkorting Nvdz) was een station aan de voormalige spoorlijn Neede - Hellendoorn. Dit tweede station van Nijverdal was voor personenvervoer geopend van 1 mei 1910 tot 15 januari 1935. Tot 1972 is het nog in gebruik geweest voor goederenvervoer. Het ontwerp van dit station wordt Standaardtype NH 2 genoemd.